# San Lorenzello
San Lorenzello – miejscowość i gmina we Włoszech, w regionie Kampania, w prowincji Benewent.
Według danych na I 2009 gminę zamieszkiwało 2345 osób przy gęstości zaludnienia 168,9 os./1 km².